# قاسم (قرطبة)
قاسم أو غسان هي مدينة تقع في مقاطعة غرناطة بإسبانيا. تقع إلى الشرق من نهر قاسم ، والتي أخذت اسمها منها. وفقًا لتعداد 2005 ( INE ) ، يبلغ عدد سكان المدينة 697 نسمة.